# Welsumer
Pour les articles homonymes, voir Welsum.
La welsumer est une race de poule domestique originaire des Pays-Bas.

## Description
La welsumer est une volaille à deux fins, rustique et vive, précoce, bien développée, aux formes de productivité bien prononcées, au port horizontal et de forme cylindrique. Le coloris est brun d'or chez le coq, bien rouillé chez la poule.

### Origine
Originaire des Pays-Bas, elle a été sélectionnée à partir de 1916 dans la région de Welsum à partir d'une volaille fermière de couleur perdrix et de la barnevelder et la rhode-island. Son standard  a été adopté en 1929. On peut trouver plusieurs sortes de poules welsumer. Il y a, entre autres, la poule welsumer perdrix et la poule welsumer orange. Elle figure parmi les 108 races de poule reconnues du British Poultry Standard.

### Standard officiel
- Crête : simple
- Oreillons : rouges
- Couleur des yeux : rouge orangé
- Couleur de la peau : jaune
- Couleur des tarses : jaune

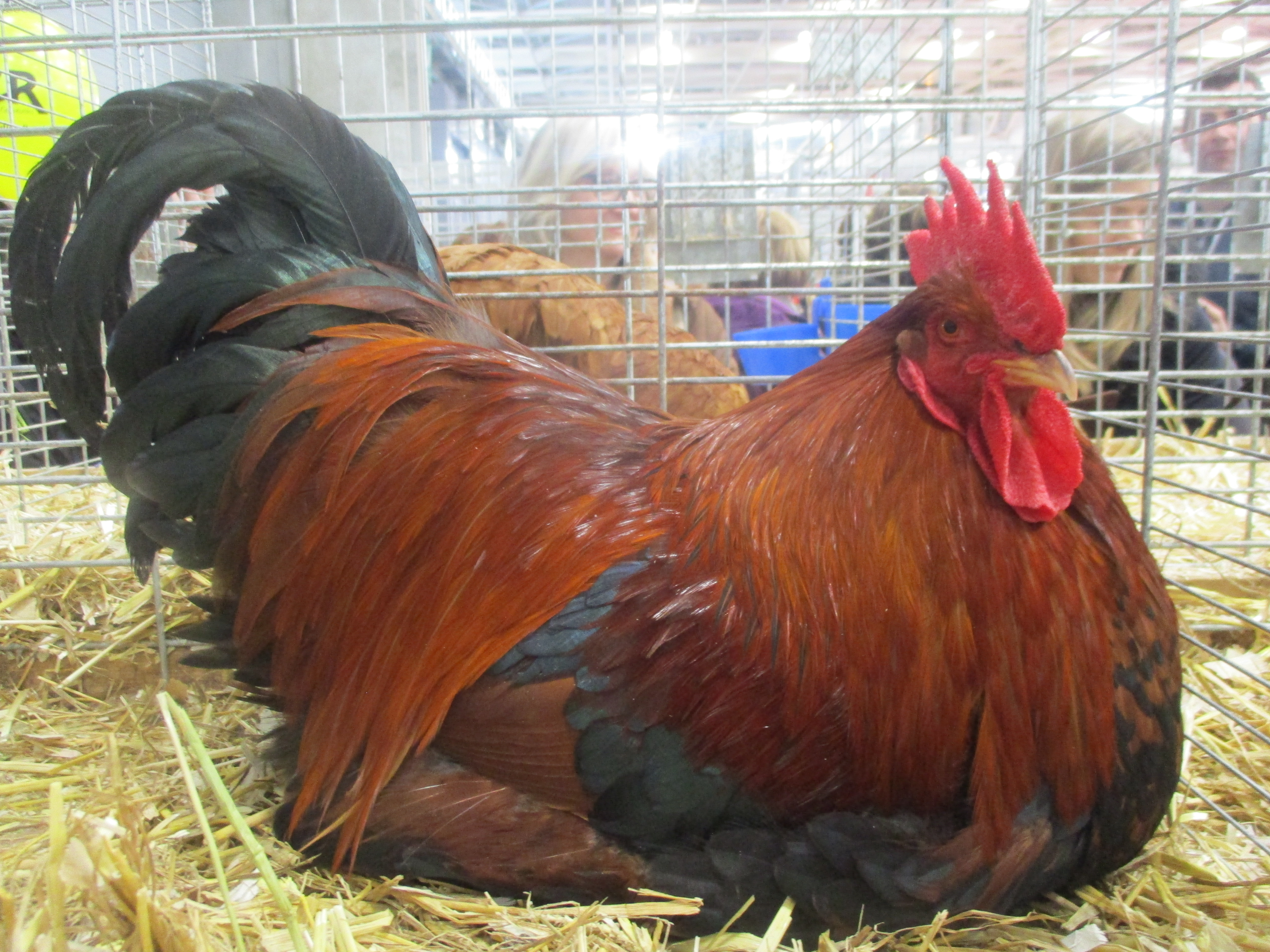
Coq Welsumer saumon doré rouillé

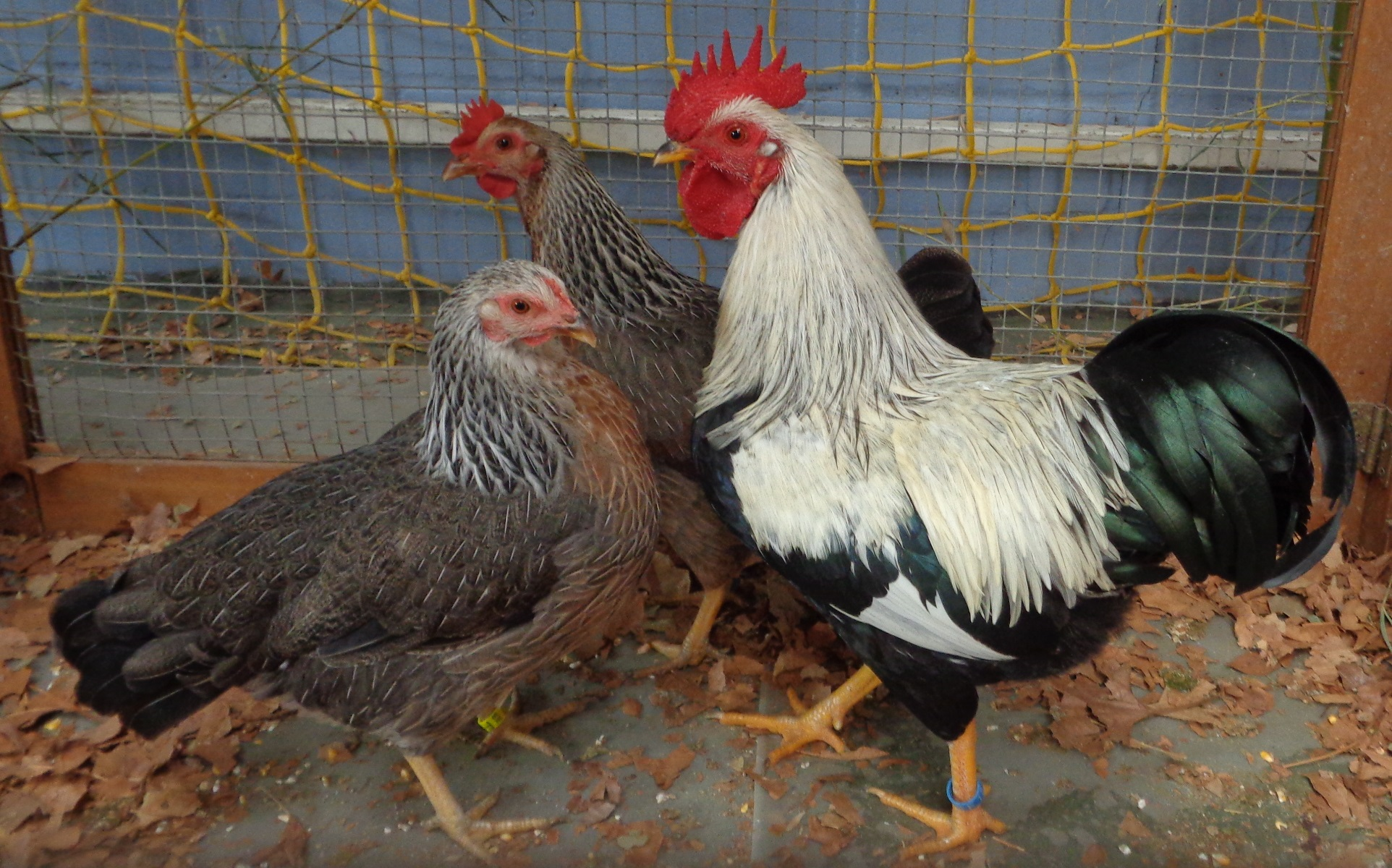
Trio de Welsumer naine saumon argenté

- Variétés de plumage : Saumon doré rouillé, saumon argenté, saumon doré clair rouillé, saumon bleu doré rouillé, saumon gris perle doré clair.

Grande race :
- Masse idéale : Coq : 2,75 à 3 kg ; Poule : 2 à 2,5 kg
- Œufs à couver : min. 65g, coquille roux foncé
- Diamètre des bagues : Coq : 20mm ; Poule : 18mm

Naine :
- Masse idéale : Coq : 950g ; Poule : 850g
- Œufs à couver : min. 40g, coquille brun clair
- Diamètre des bagues : Coq : 14mm ; Poule : 12mm

## Galerie de photographies

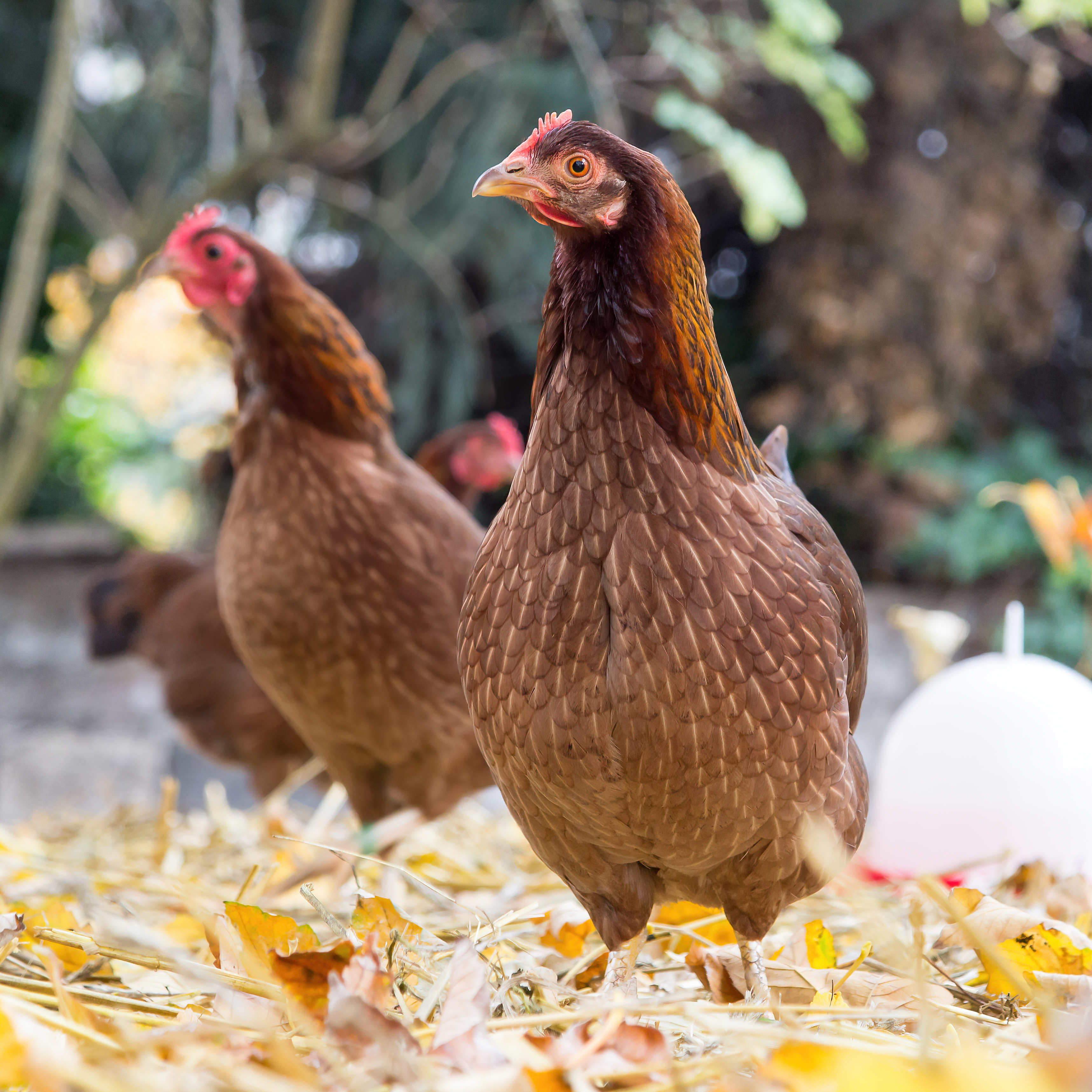
Poules Welsumer naines saumon doré rouillé
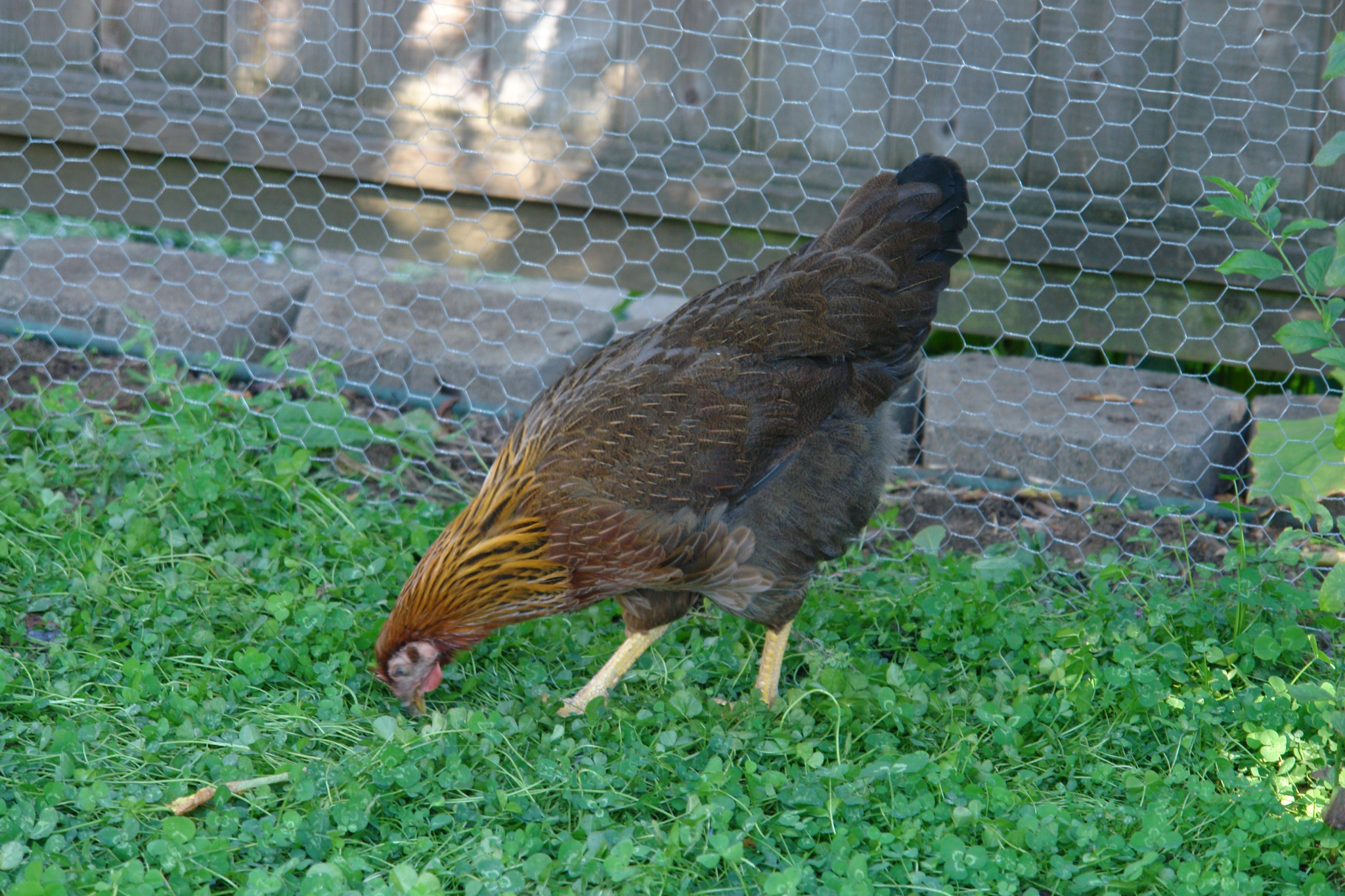
Jeune poule Welsumer saumon doré rouillé
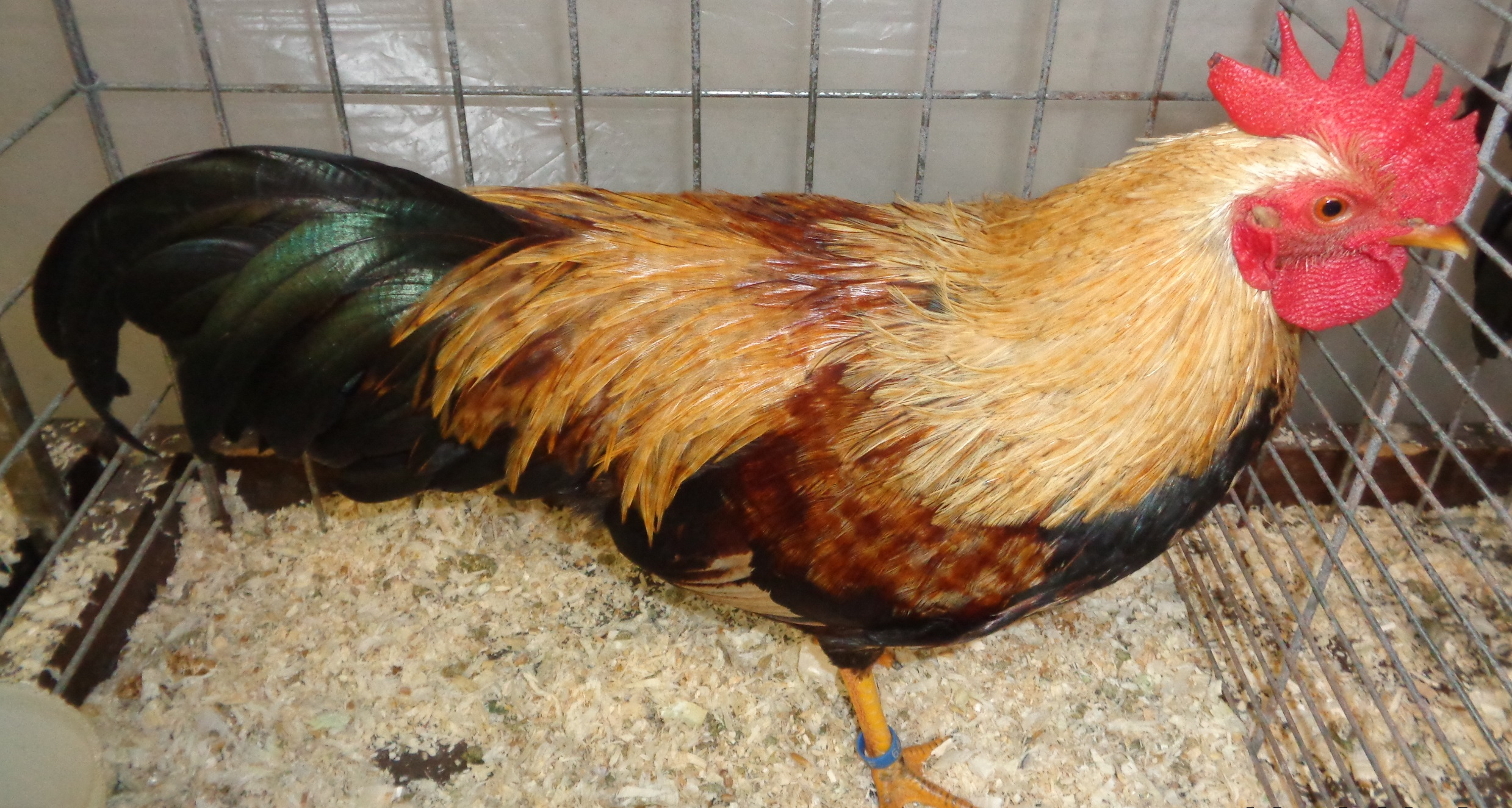
Coq Welsumer doré saumoné rouillé nain
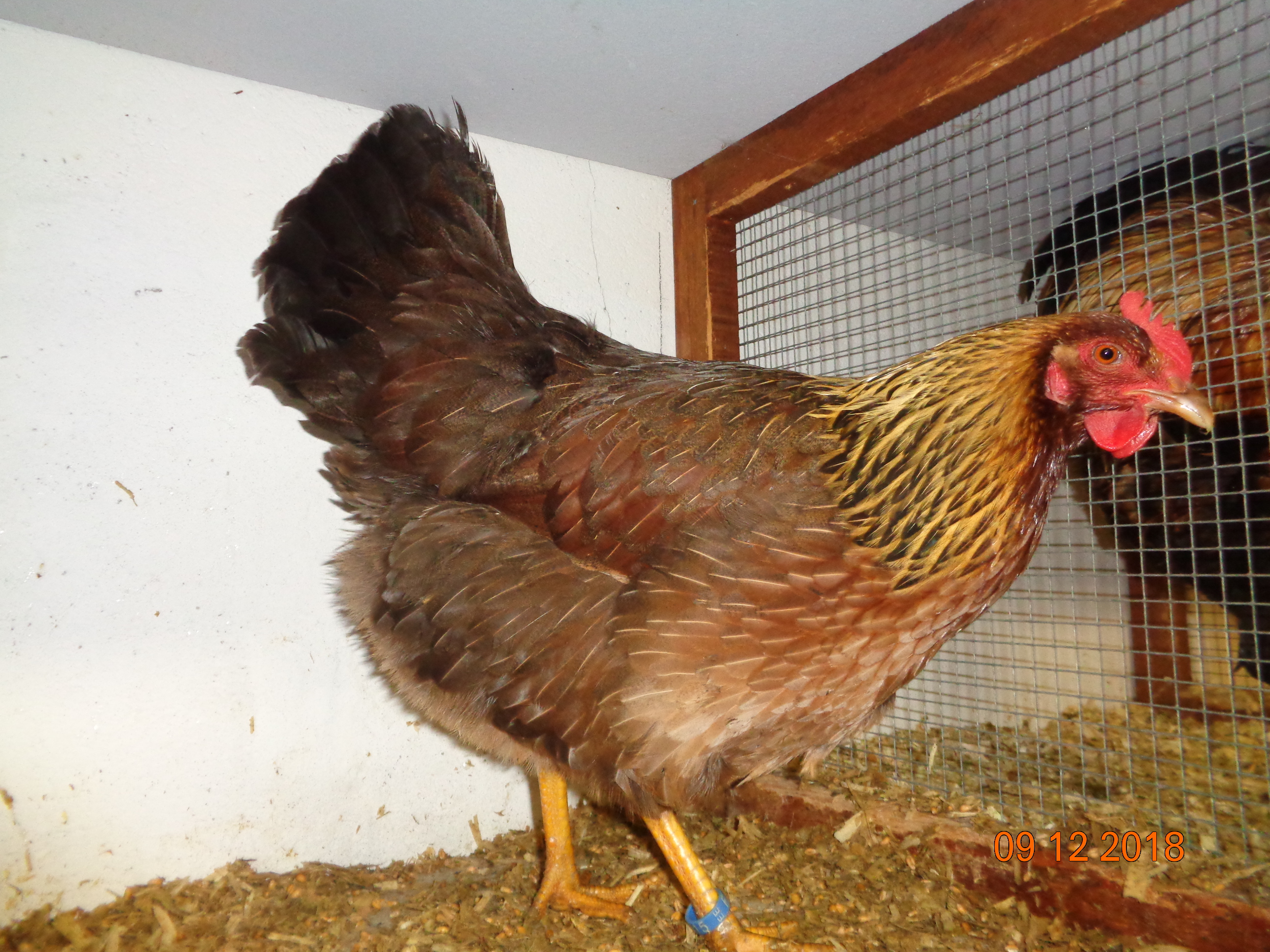
Poule doré-saumoné rouillé
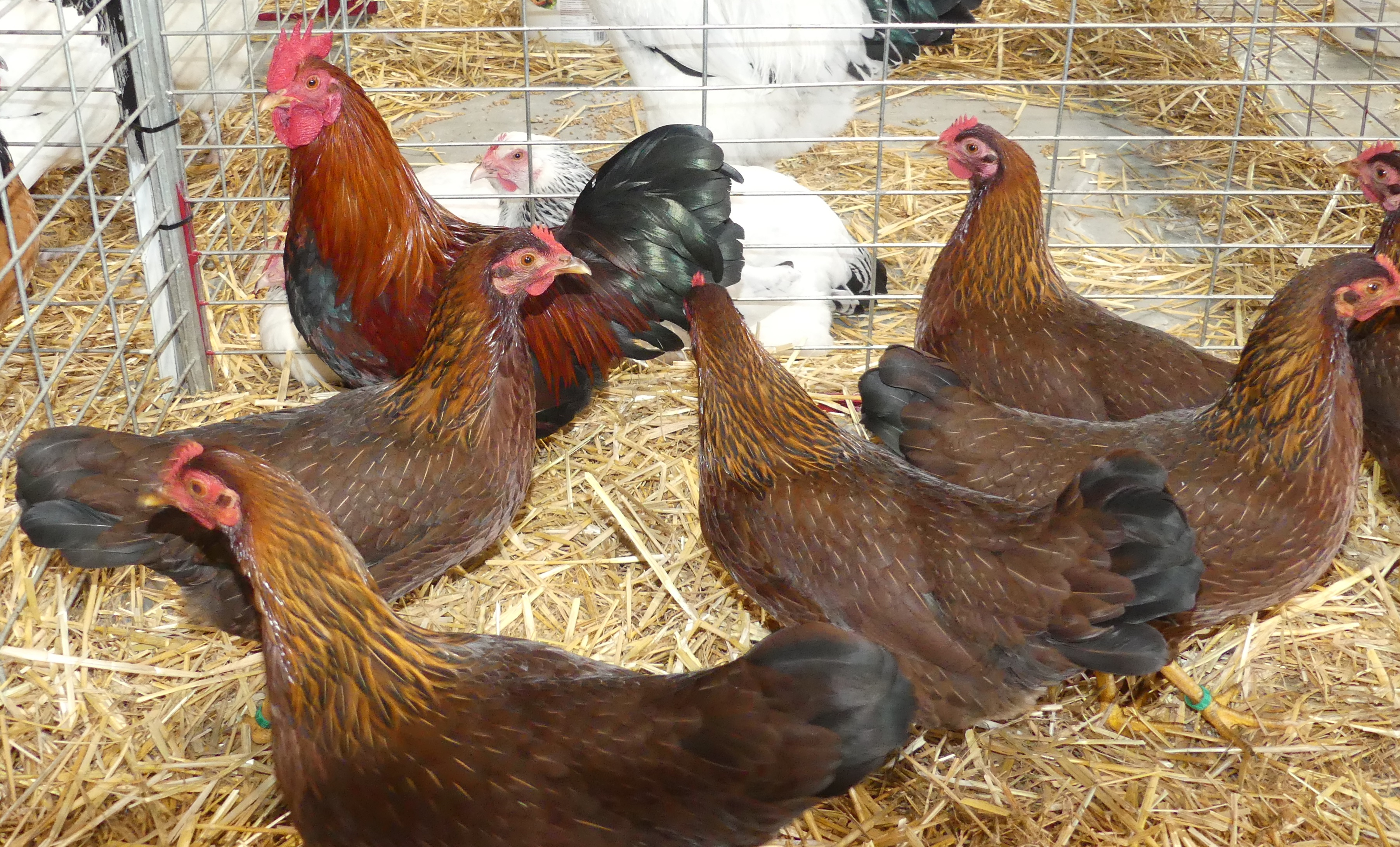
Welsumer naine saumon doré rouillé

## Sources
- Le Standard officiel des volailles (Poules, oies, dindons, canards et pintades), édité par la Société centrale d'aviculture de France.